# Argyrotaenia ljungiana
L'eulia dei fruttiferi e della vite (Argyrotaenia ljungiana (Thunberg, 1797)), nota anche semplicemente come eulia, è un lepidottero appartenente alla famiglia Tortricidae, diffuso in Europa, Asia occidentale e Nordafrica.

## Etimologia
L'epiteto generico si forma a partire dal greco ᾶργυρος (àrgyros = argento) e dal latino taenĭa, a sua volta desunto dal greco ταινία (tainía = benda, fascia); il nome della specie è stato creato da Thunberg in onore di Sven I. Ljungh.

## Descrizione

### Adulto
Il dimorfismo sessuale della specie è limitato alle maggiori dimensioni della femmina.

L'ala anteriore, ampia e grosso modo trapezoidale, ha una colorazione di fondo grigio-argentea, su cui si stagliano nettamente tre bande marroni dai bordi irregolari ed estremamente variabili: una basale, una seconda mediana più ampia, ed una terza banda distale più ridotta, che in taluni esemplari può essere divisa in due parti. Non è distinguibile una macchia discale. Il termen non è dentellato, mentre l'apice è talvolta retto, spesso falciforme; il tornus è ben distinguibile, benché alquanto sfuggente.

L'ala posteriore, non visibile a riposo in quanto coperta da quella anteriore, rivela tonalità grigio-argentee pressoché uniformi.

L'accoppiamento alare è del tipo frenato, ed è inoltre presente un sistema di ancoraggio tra ala anteriore e metatorace.

Il capo è ricoperto di una peluria marroncina, con occhi ben sviluppati, così come gli ocelli, mentre la spirotromba appare priva di scaglie. I chaetosemata sono presenti. Le antenne sono brunastre e moniliformi, senza traccia di pecten sullo scapo. I palpi mascellari sono quadrisegmentati e molto ridotti.

Nelle zampe, l'epifisi è presente, e la formula degli speroni tibiali è 0-2-4.

Nella regione pregenitale dell'addome, i processi anteriori del secondo sternite si allungano a formare una coppia di appendici anterolaterali.

Nel genitale maschile, l'uncus e sottile ed allungato, mentre lo gnathos è semplice; i socii sono assenti. L'invaginazione distale del vinculum è sclerotizzata solo subventralmente. Le valve sono allungate e ovoidali, ricurve e provviste di un debole sclerite. Il sacculus è assottigliato e privo di estremità libera. I transtilla sono stretti e glabri. L'edeago è munito di un gruppo di brevi cornuti. Si notano strutture androconiali costituite da due gruppi di scaglie piliformi, protette all'interno di tasche laterali, site in prossimità della valva.

Nel genitale femminile, lo sterigma risulta concavo, con margine anteriore nettamente sclerotizzato e processi laterali che tendono ad assottigliarsi all'apice. L'antrum non appare più ampio del ductus bursae, che si mostra corto e provvisto di uno sclerite appiattito in posizione basale. Il signum è sviluppato.

L'apertura alare varia da 12 a 18 mm, con le femmine lievemente più grandi dei maschi.

### Uovo
Le uova sono bianco-giallastre e sferoidali o lievemente schiacciate, e vengono deposte ravvicinate in ooplacche di 3-4, oppure 10-12, o ancora 30-120 elementi, di regola in prossimità delle foglie o sulle parti aeree della pianta nutrice. Nel caso di Foeniculum vulgare (finocchio) possono essere deposte anche ai piedi della pianta.

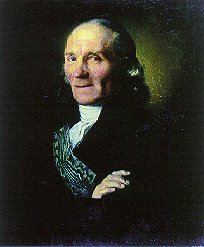
Il botanico ed entomologo svedese Carl Peter Thunberg (1743-1828), che descrisse la specie nel 1797

### Larva
Le larve mature sono verdastre e quasi glabre; nel capo si osserva una pigmentazione solo negli ocelli III, IV e VI. Sulle pseudozampe, gli uncini sono disposti a circolo.

### Pupa
La pupa è adectica, obtecta, con diversi segmenti addominali mobili. È glabra, con minuscole spinule e una colorazione che varia dal rossiccio al marroncino scuro. Il cremaster è mediamente sviluppato.

## Biologia

### Comportamento
Questo tortricide supera l'inverno allo stadio di crisalide all'interno di ripari di varia natura (soprattutto foglie secche) e, nella fascia più meridionale del proprio areale, anche allo stadio larvale. Nelle regioni più a nord, tale riposo invernale assume le caratteristiche fisiologiche di una diapausa vera e propria, così come osservabile di regola in altri membri della famiglia.

I primi adulti compaiono tra marzo e aprile nelle regioni nordiche, e tra febbraio e marzo più a sud. Dopo l'accoppiamento, l'ovoposizione avviene sulle foglie delle piante nutrici, ma anche su rametti e parti aeree in genere. Nel caso del Malus domestica (melo), i giovani bruchi rimangono raccolti in una rada tela in prossimità della nervatura mediana, sulla pagina inferiore della foglia. Inizialmente si possono osservare piccole rosure lungo la nervatura, meglio apprezzabili in trasparenza, ma solo in un secondo momento la foglia viene ripiegata su sé stessa utilizzando fibre sericee più ravvicinate, e può anche essere saldata ai piccoli frutti in formazione, dei quali viene intaccato esclusivamente l'epicarpo al di sotto della foglia stessa.

L'impupamento avviene all'interno delle stesse parti danneggiate.

### Periodo di volo
La specie è bivoltina in Svizzera, trivoltina nell'Italia settentrionale e quadrivoltina (con l'ultima generazione incompleta) nel Meridione.

I primi adulti dell'anno nuovo iniziano i voli in corrispondenza della terza decade di maggio nel Sud Italia, e dalla metà di giugno nel Settentrione. La seconda generazione compare verso la fine di giugno e arriva fino a metà agosto. Quest'ultima fornisce le larve svernanti nel Nord Italia, oppure un'ulteriore quarta generazione estiva nel Mezzogiorno, che porterà infine alla generazione ibernante.

La durata della prima generazione è di 40-45 giorni, quella della seconda va da 20 a 25 giorni, e quella della terza (ove presente) da 80 a 85 giorni. I parametri ottimali per lo sviluppo delle varie fasi comprendono una temperatura di 22-28 °C ed una umidità relativa dell'aria di 70-80%; la temperatura minima per garantire la schiusa delle uova è di circa 15 °C.

### Alimentazione
Le larve di Argyrotaenia ljungiana sono spiccatamente polifaghe, provocando seri danni sia a piante arboree (da frutto e non) come pure erbacee, anche coltivate.

La lista delle piante ospiti aggredite da questi bruchi è molto lunga; fa seguito un elenco forzatamente parziale:
- Abies nordmanniana (Steven) Spach (Pinaceae)
- Acer L. (aceri, Aceraceae)
- Actinidia chinensis Planch. (kiwi, Actinidiaceae)
- Artemisia vulgaris L. (artemisia comune, Asteraceae)
- Aster L. (astri, Asteraceae)
- Beta vulgaris L. (barbabietola, Chenopodiaceae)
- Betula L. (betulle, Betulaceae)
- Boehmeria nivea (L.) Gaudich. (ramiè, Urticaceae)
- Calluna vulgaris (L.) Hull (brugo, Ericaceae)
- Camellia sinensis (L.) Kuntze (pianta del tè, Theaceae)
- Cannabis sativa L. (canapa, Cannabaceae)
- Capsicum annuum L. (peperoni e peperoncini, Solanaceae)
- Centaurea L. (Asteraceae)
- Chrysanthemum L. (Asteraceae)
- Citrus L. (agrumi, Rutaceae)
- Colutea arborescens L. (vescicaria, Fabaceae)
- Crataegus monogyna Jacq. (biancospino, Rosaceae)
- Cuminum cyminum L. (cumino, Apiaceae)
- Cydonia oblonga Mill. (cotogno, Rosaceae)
- Dryas octopetala L. (camedrio alpino, Rosaceae)
- Erica L. (erica, Ericaceae)
- Euonymus europaeus L. (fusaggine, Celastraceae)
- Foeniculum vulgare Mill. (finocchio, Apiaceae)
- Fragaria vesca L. (fragola di bosco, Rosaceae)
- Genista L. (ginestre, Fabaceae)
- Gentiana pneumonanthe L. (genziana mettimborsa, Gentianaceae)
- Helichrysum Mill. (Asteraceae)
- Hibiscus cannabinus L. (kenaf, Malvaceae)
- Humulus lupulus L. (luppolo, Cannabaceae)
- Larix decidua Mill. (larice comune, Pinaceae)
- Laurus nobilis L. (alloro, Lauraceae)
- Lavandula angustifolia Miller (lavanda officinale, Lamiaceae)
- Malus domestica Borkh. (melo, Rosaceae)
- Malus pumila Mill. (Rosacee)
- Malus sylvestris Mill. (melo selvatico, Rosaceae)
- Mespilus germanica L. (nespolo comune, Rosaceae)
- Myrica gale L. (Myricaceae)
- Phaseolus vulgaris L. (fagiolo, Fabaceae)
- Picea A. Dietr. (pecci, Pinaceae)
- Pimpinella anisum L. (anice comune, Apiaceae)
- Pinus L. (pini, Pinaceae)
- Pittosporum Banks ex. Sol. (pittospori, Pittosporaceae)
- Populus L. (pioppi, Salicaceae)
- Potentilla L. (potentille, Rosaceae)
- Prunus armeniaca L. (albicocco, Rosaceae)
- Prunus avium L. (ciliegio, Rosaceae)
- Prunus domestica L. (susino, Rosaceae)
- Prunus persica (L.) Batsch (pesco, Rosaceae)
- Pyrus L. (pero, Rosaceae)
- Quercus L. (querce, Fagaceae)
- Ranunculus L. (ranuncoli, Ranunculaceae)
- Rhamnus frangula L. (frangola, Rhamnaceae)
- Senecio L. (senecioni, Asteraceae)
- Solidago virgaurea L. (verga d'oro comune, Asteraceae)
- Tripolium pannonicum (Jacq.) Dobrocz. (Asteraceae)
- Vaccinium L. (mirtilli, Ericaceae)
- Vitis vinifera L. (vite comune, Vitaceae)
- Zea mays L. (mais, Poaceae)

### Parassitoidismo
Le larve di Argyrotaenia ljungiana possono essere preda di parassitoidismo da parte di svariate specie di imenotteri, tra cui citiamo:
- Famiglia Braconidae Nees, 1811
  - Apanteles Forster, 1862
  - Macrocentrus thoracicus (Nees, 1811)
  - Phanerotoma bilinea Lyle, 1924
- Famiglia Eulophidae Westwood, 1829
  - Colpoclypeus florus (Walker, 1839)
- Famiglia Ichneumonidae Latreille, 1802
  - Cryptopimpla caligata (Gravenhorst, 1829)
  - Diadegma fenestrale (Holmgren, 1860)
  - Exochus semilividus Vollenhoven, 1875
  - Hercus fontinalis (Holmgren, 1857)
  - Ischnus alternator (Gravenhorst, 1829)
  - Itoplectis maculator (Fabricius, 1775)
  - Pimpla rufipes (Miller, 1759)
  - Scambus calobatus (Gravenhorst, 1829)
  - Scambus pomorum (Ratzeburg, 1848)
  - Tranosemella praerogator (Linnaeus, 1758)
  - Triclistus globulipes (Desvignes, 1856)

### Danni alle coltivazioni

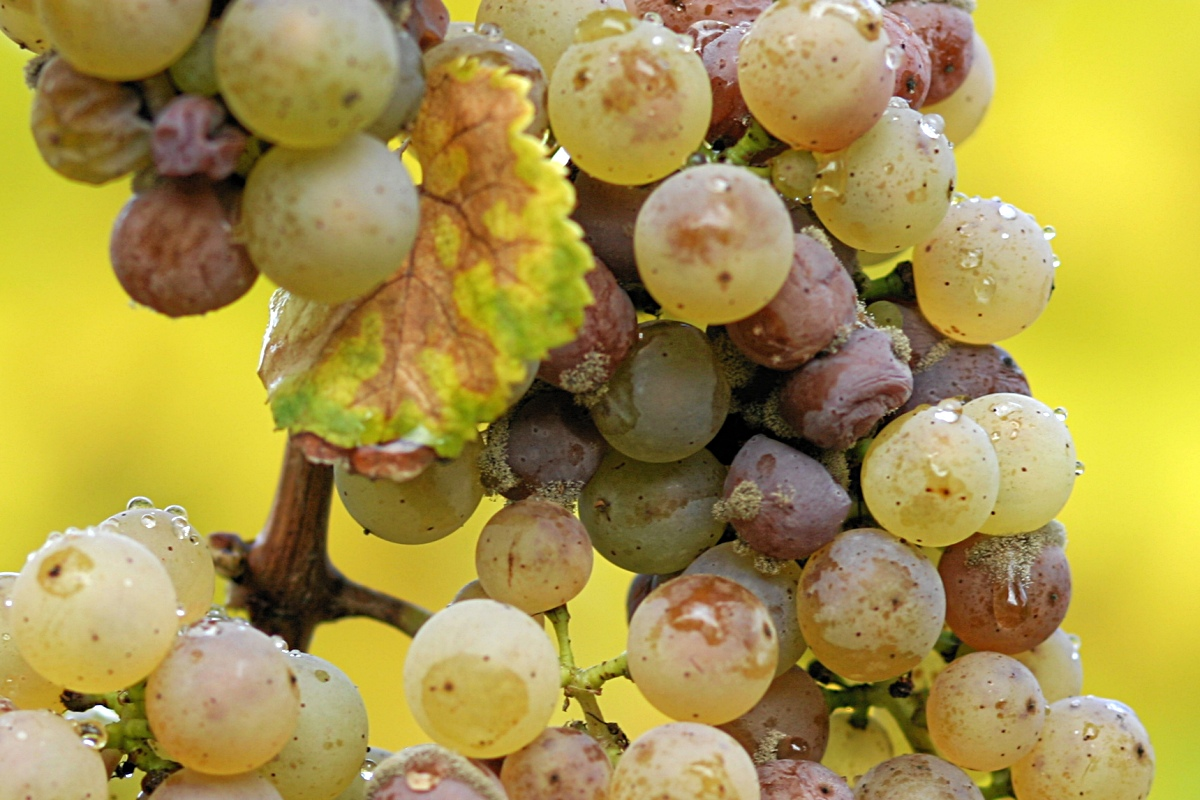
L'insorgenza del fungo Botrytis cinerea può essere favorita dalla presenza sugli acini di larve di Argyrotaenia ljungiana

Come riportato precedentemente, le giovani larve della prima generazione attaccano fondamentalmente la superficie fogliare, ma anche le parti fiorali. Le generazioni successive sono soprattutto carpofaghe, arrivando ad intaccare i frutticini in formazione, principalmente a livello del picciolo. Nel caso degli acini della vite (Vitis vinifera) si possono osservare danni sia nella zona del peduncolo, sia pure a carico di gran parte della superficie dell'acino stesso, con scadimento della quantità e della qualità della produzione finale. Va segnalato inoltre che, a differenza di quanto apprezzabile nel caso di altri parassiti della vite come Lobesia botrana o Eupoecilia ambiguella, il singolo acino non viene perforato, ma solamente intaccato nella superficie esterna; tuttavia questo può provocare l'insorgenza di pericolose infezioni da parte di funghi come Botrytis cinerea (botrite) o l'innescarsi di processi fermentativi.

### Metodi di lotta
Nel caso di danno a carico del finocchio, di regola è sufficiente raccogliere manualmente ed eliminare i glomeruli che contengono i bruchi.

Anche nel caso del mais le rosure sono limitate e tollerabili.

Un discorso diverso va fatto invece nel caso delle rosacee e della vite, su cui i danni possono rivelarsi consistenti; in questi casi, come per altri Tortricidae, può rendersi necessario il monitoraggio tramite l'impiego di trappole selettive, contenenti miscele (in commercio) che richiamano l'azione del feromone sessuale della specie (una miscela di Z-11 e di E-11 tetradecenilacetato, in un rapporto di 93:7), da utilizzarsi all'atto dello sfarfallamento. Altri feromoni utilizzati allo scopo sono il 14Ac, il 21Hv, il 22Hv ed il 23Hv. Al raggiungimento di una prestabilita soglia critica nel numero di esemplari catturati, si iniziano le operazioni di contenimento, assimilabili a quelle in uso per Lobesia botrana, e consistenti nella combinazione di metodi di lotta guidata ed integrata.

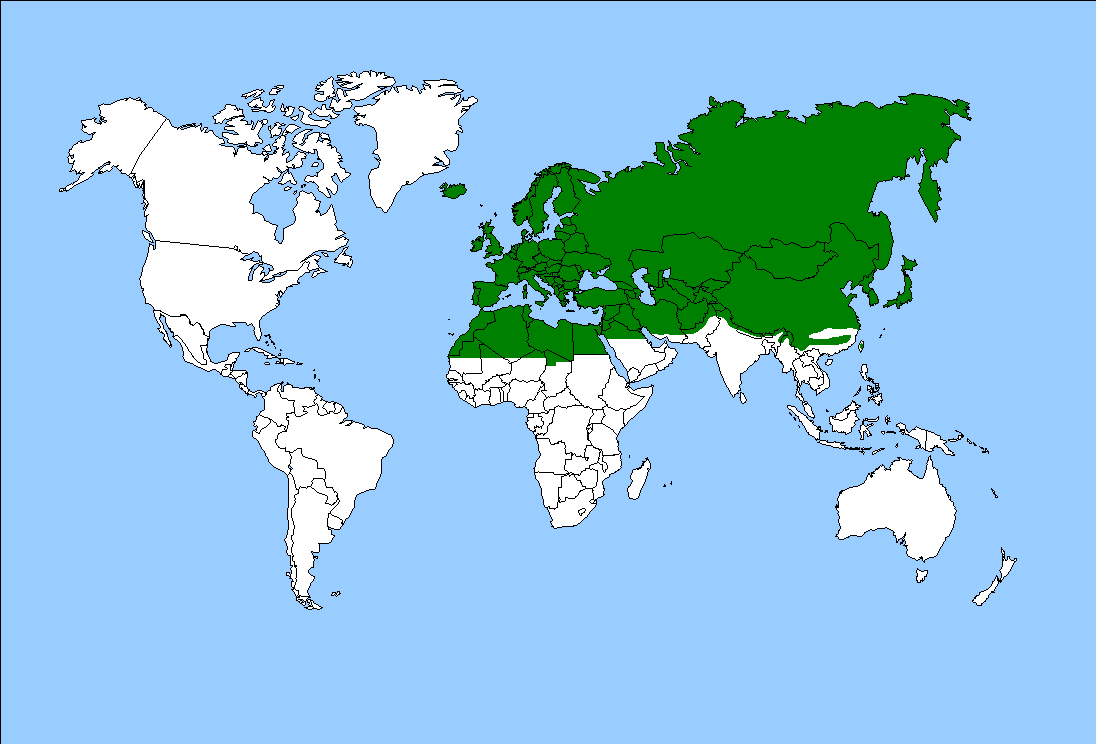
L'ecozona paleartica

## Distribuzione e habitat
La specie è presente su un areale paleartico molto ampio, che comprende in Europa: l'Irlanda, il Regno Unito, la Spagna, la Francia continentale e la Corsica, il Belgio, i Paesi Bassi, il Lussemburgo, la Norvegia, la Svezia, la Finlandia, la Danimarca, la Germania, la Svizzera, l'Austria, l'Italia continentale, la Slovenia, la Grecia continentale, la Polonia, la Repubblica Ceca, la Slovacchia, l'Ungheria, la Romania, la Lituania, la Lettonia, l'Estonia, la Russia settentrionale, centrale e meridionale. Fuori dall'Europa, questo tortricide viene rinvenuto anche nella Siberia centrale, in Medio Oriente e in Nordafrica.
L'habitat è rappresentato da boschi, piantagioni di pomacee, orti e pinete rade.

## Tassonomia

### Sinonimi
Sono stati riportati quindici sinonimi:
- Argyrotaenia cognatana Stephens, 1852 - List Specimens Br. Anim. Colln. Br. Mus. 10: 68 - Locus typicus: Regno Unito, Scozia (sinonimo eterotipico).[34]
- Argyrotaenia fuscociliana Stephens, 1852 - List Specimens Br. Anim. Colln. Br. Mus. 10: 68 - Locus typicus: Regno Unito, Gran Bretagna (sinonimo eterotipico).[34]
- Argyrotaenia lepidana (Herrich-Schäffer, 1849) - Syst. Bearbeitung Schmett. Eur. 4: pl. 58, fig. 413 - Locus typicus: Europa (sinonimo eterotipico).[35]
- Argyrotaenia micantana (Lucas, 1937) - Bull. Soc. ent. Fr. 42: 127 - Locus typicus: Francia, Ardèche, La Voulte-sur-Rhône (sinonimo eterotipico).
- Argyrotaenia politana (Haworth, 1811) - Lepid. Br. (3): 465 - Locus typicus: Regno Unito, Gran Bretagna (sinonimo eterotipico).[36]
- Argyrotaenia pulchellana (Haworth, 1811) - Lepid. Br. (3): 429 - Locus typicus: Regno Unito, Gran Bretagna (sinonimo eterotipico).[36]
- Argyrotaenia sylvana (Hübner, 1799) - Samml. Eur. Schmett. 7: pl. 20, fig. 128 - Locus typicus: Europa (sinonimo eterotipico).[37]
- Eudemis sylvana (Hübner, 1799) - Samml. Eur. Schmett. 7: pl. 20, fig. 128 - Locus typicus: Europa (sinonimo eterotipico).[37]
- Loxotaenia lepidana Herrich-Schäffer, 1849 - Syst. Bearbeitung Schmett. Eur. 4: pl. 58, fig. 413 - Locus typicus: Europa (sinonimo eterotipico).[35]
- Olethreutes micantana Lucas, 1937 - Bull. Soc. ent. Fr. 42: 127 - Locus typicus: Francia, Ardèche, La Voulte-sur-Rhône (sinonimo eterotipico).
- Olethreutes micanthana Razowski, 1961 - Acta zool. cracov. 5: 661 - Locus typicus: non indicato (sinonimo eterotipico).
- Tortrix ljungiana Thunberg, 1797 - K. svenska VetenskAkad. Handl. 18: 168, pl. 8 - Locus typicus: non indicato (sinonimo omotipico).[2]
- Tortrix politana Haworth, 1811 - Lepid. Br. (3): 465 - Locus typicus: Regno Unito, Gran Bretagna (sinonimo eterotipico).[36]
- Tortrix pulchellana Haworth, 1811 - Lepid. Br. (3): 429 - Locus typicus: Regno Unito, Gran Bretagna (sinonimo eterotipico).[36]
- Tortrix sylvana Hübner, 1799 - Samml. Eur. Schmett. 7: pl. 20, fig. 128 - Locus typicus: Europa (sinonimo eterotipico).[37]

### Sottospecie
Non sono state individuate sottospecie.

## Galleria d'immagini

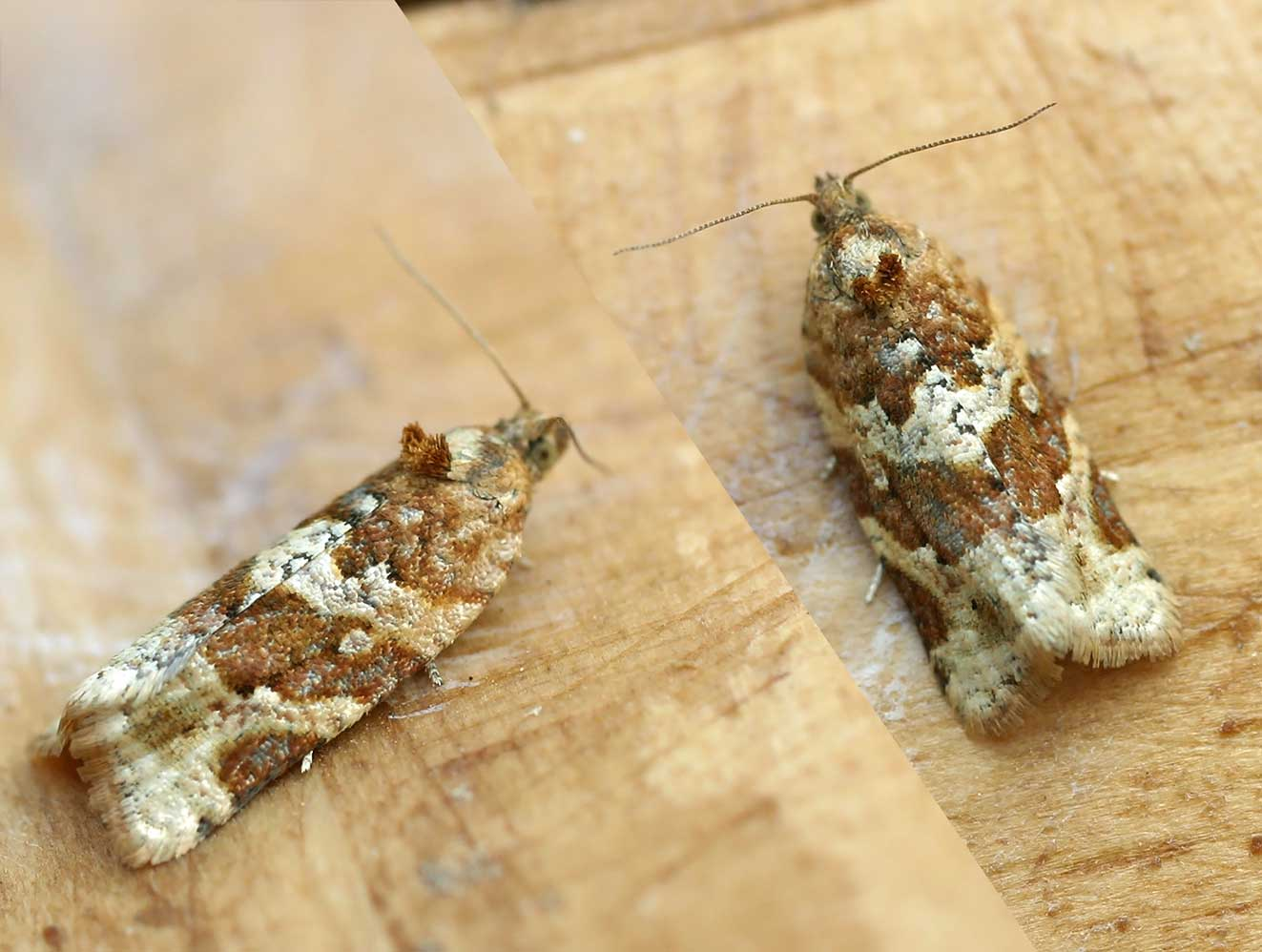
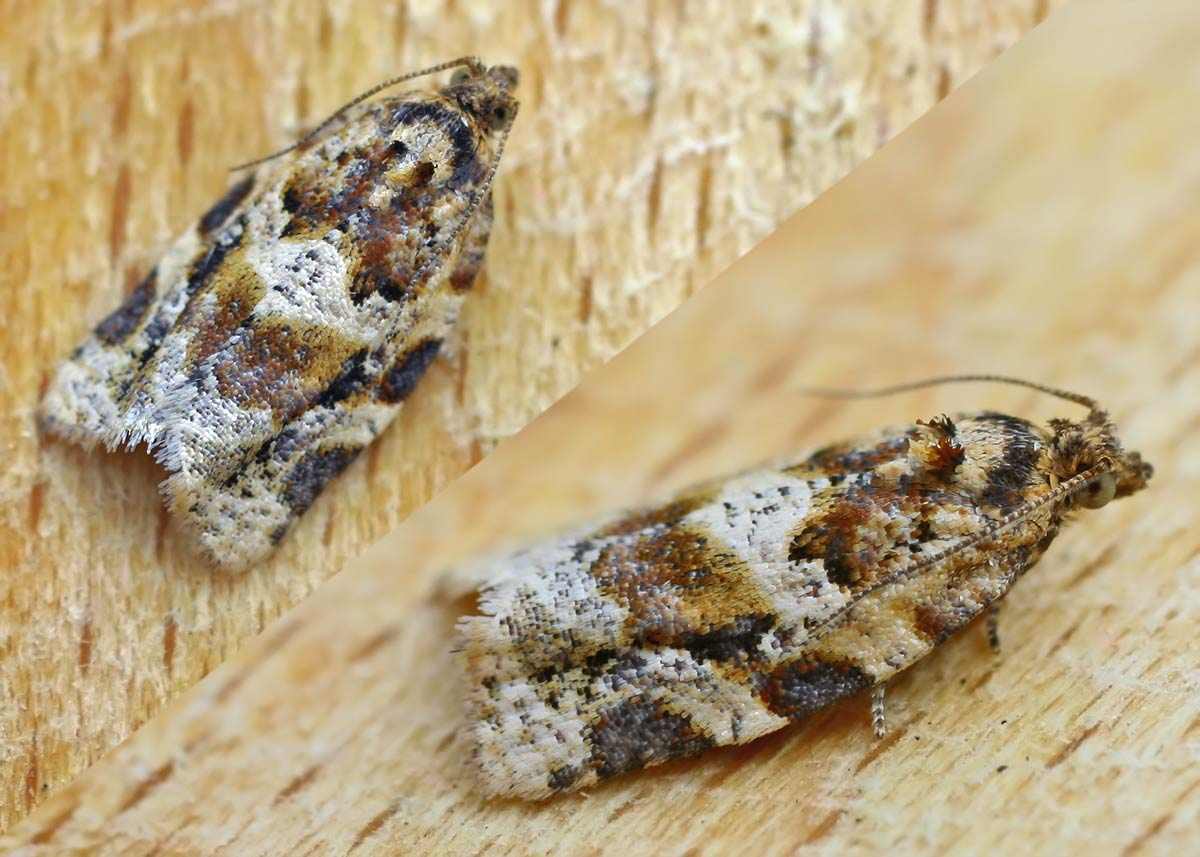
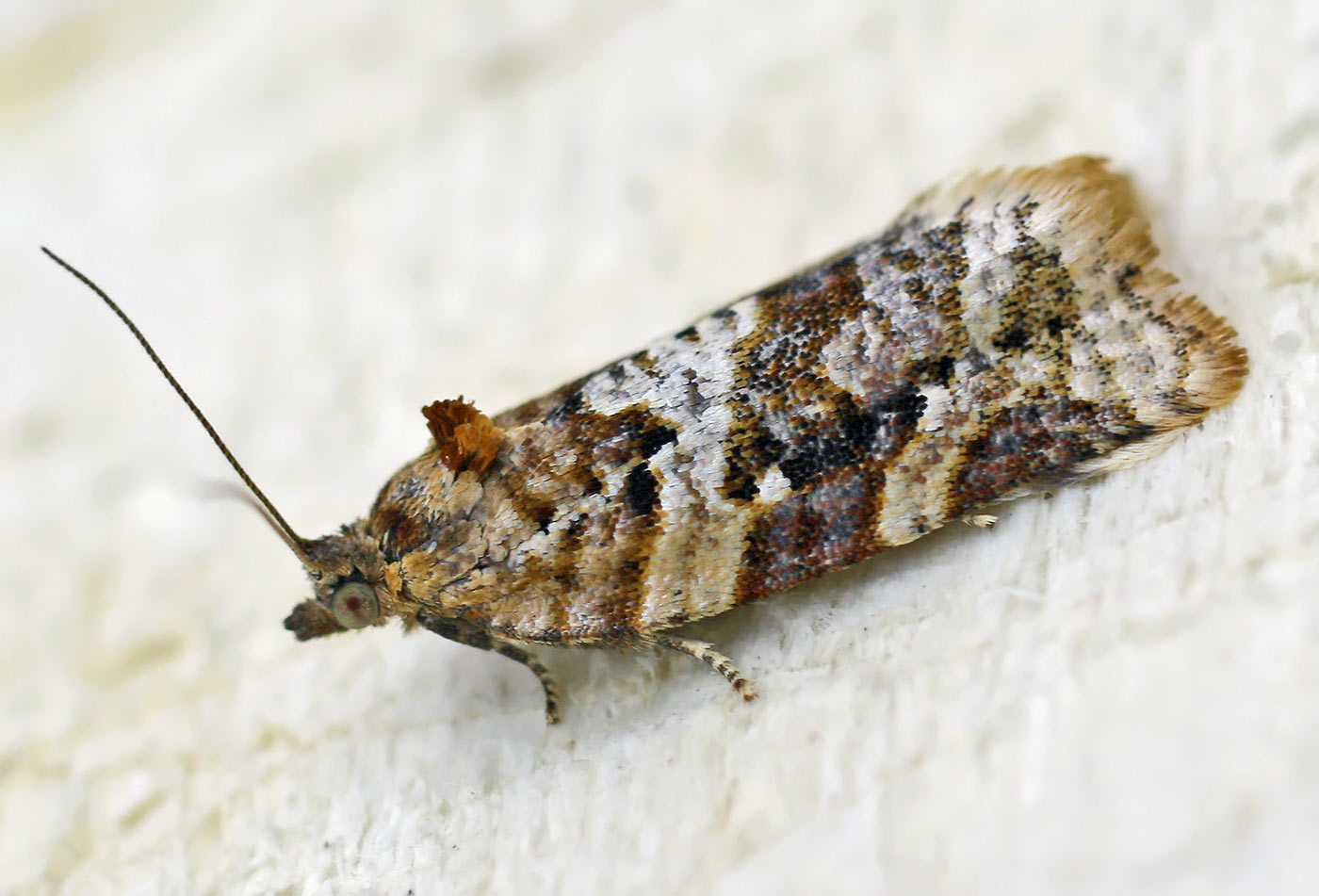
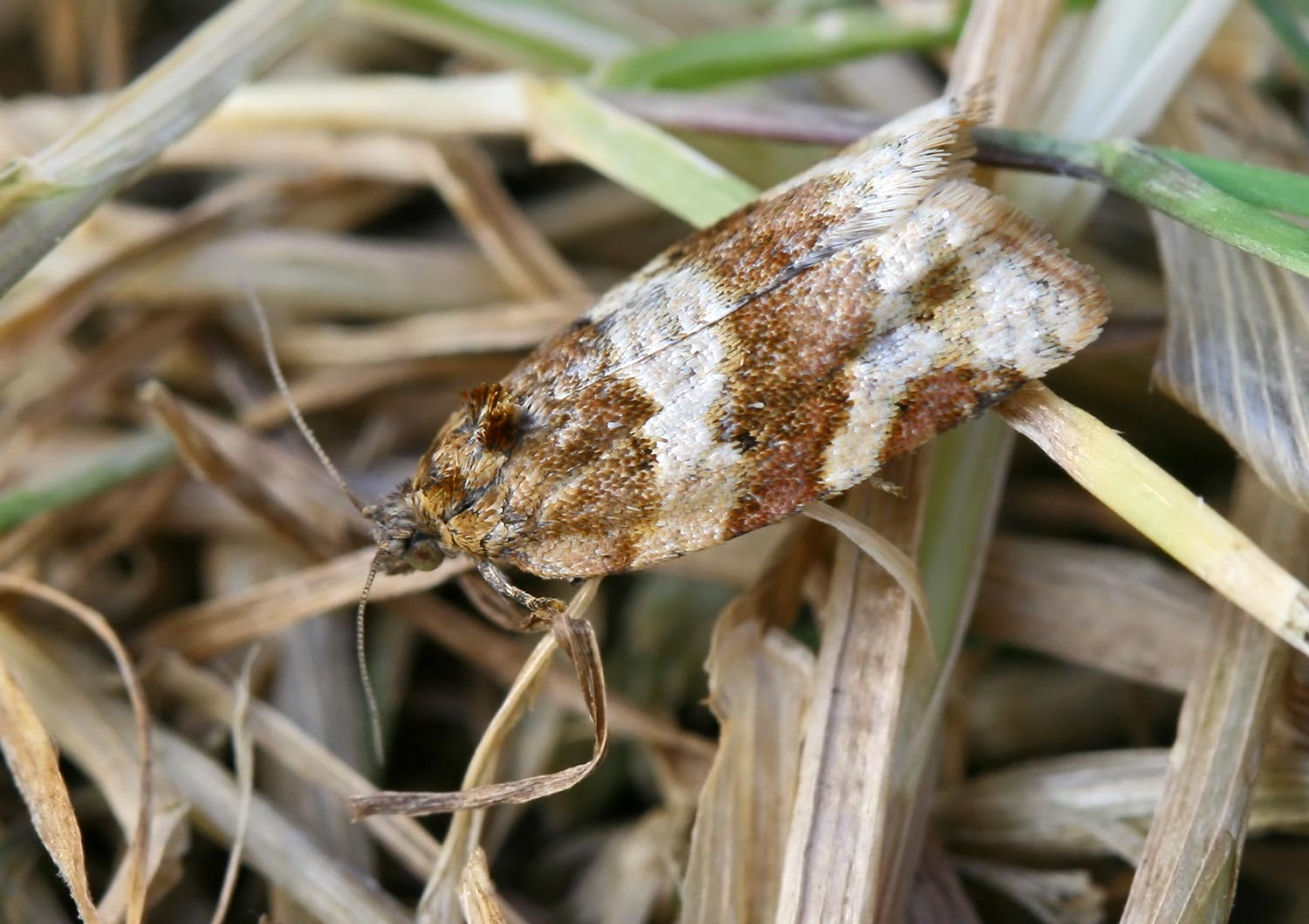
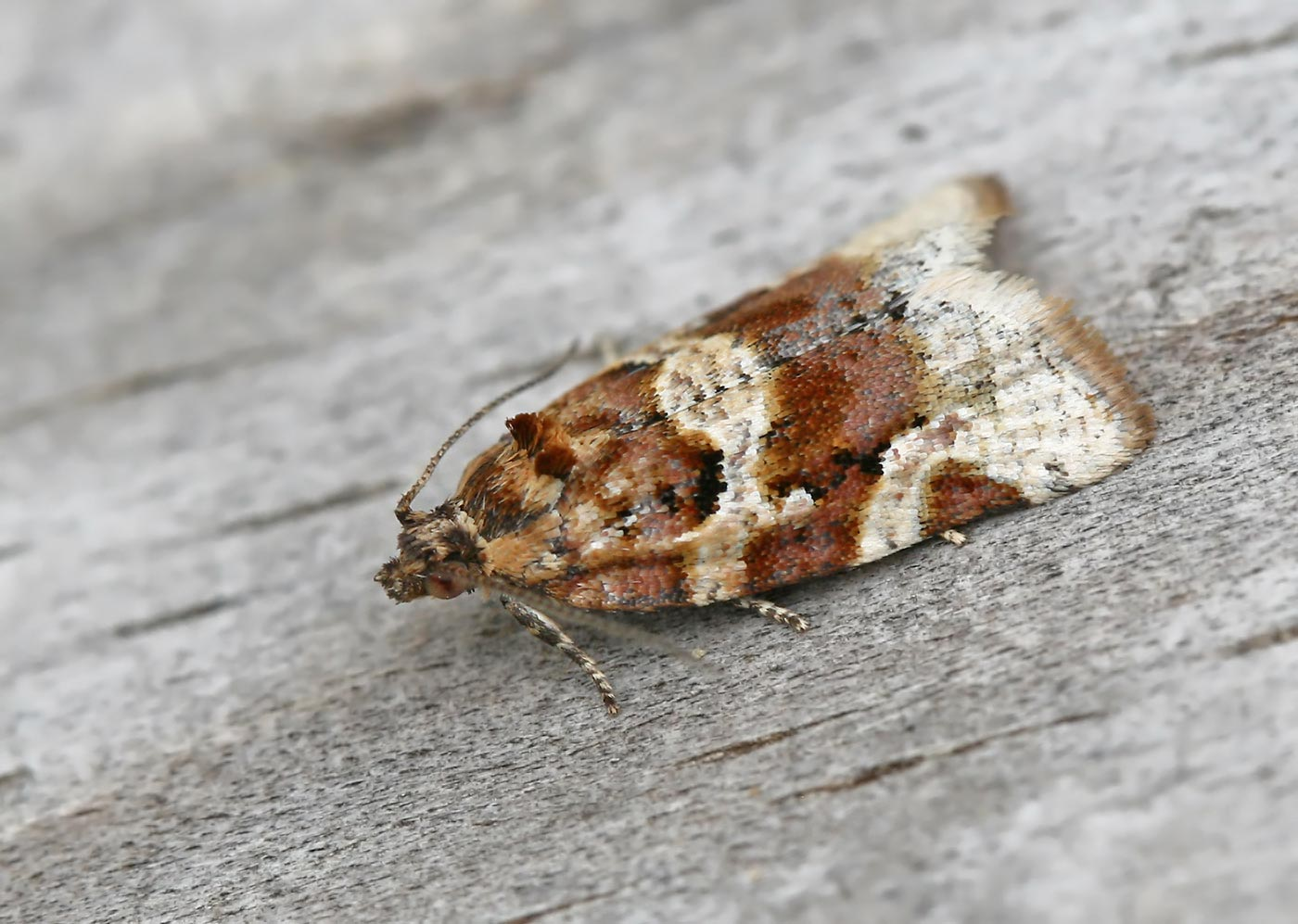
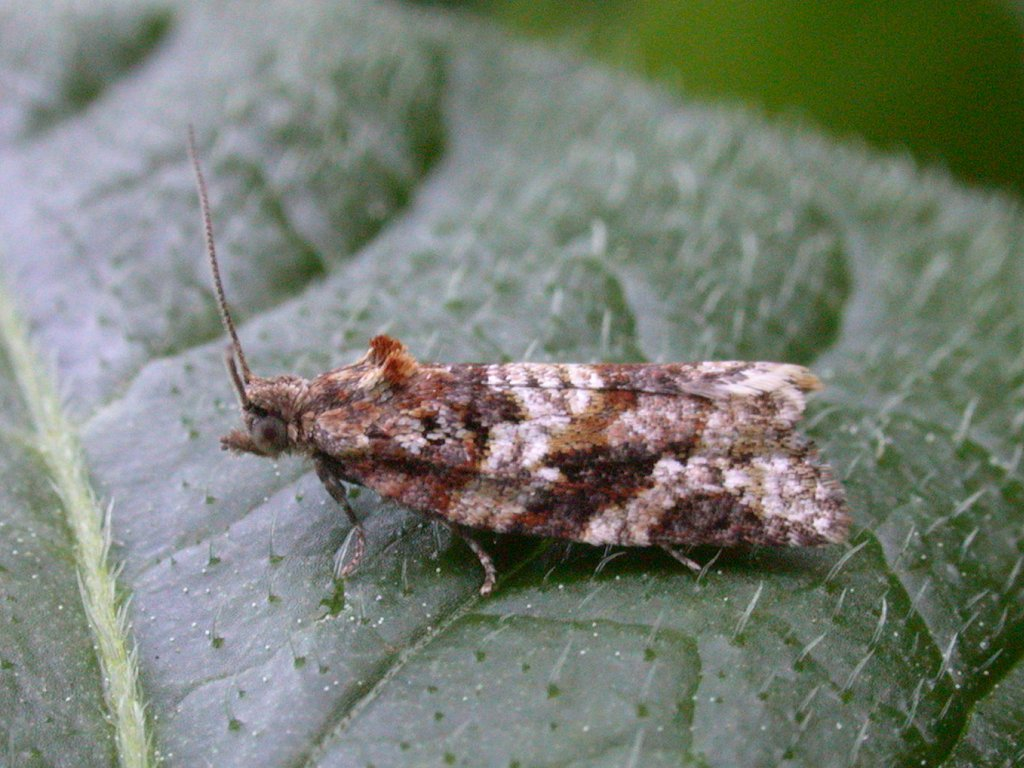
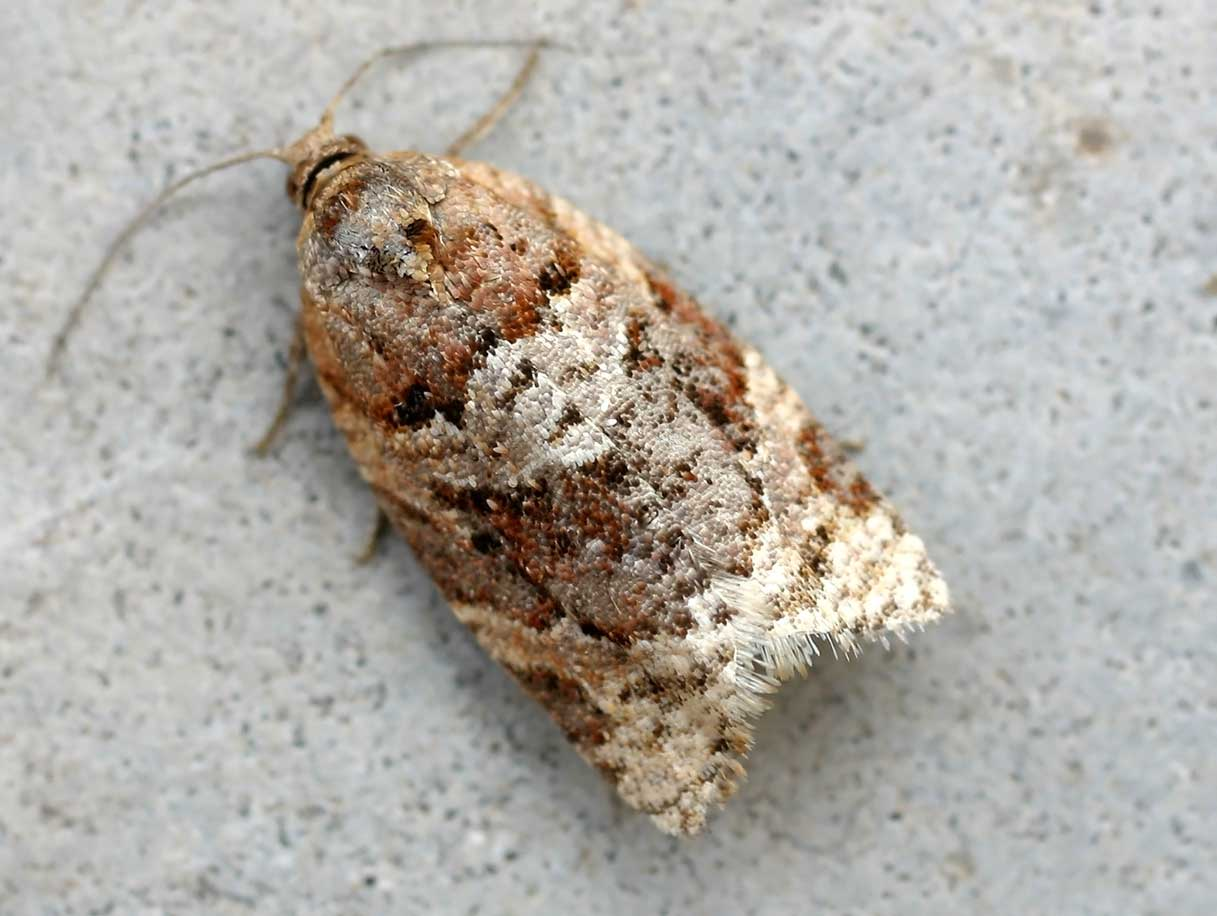

## Conservazione
Lo stato di conservazione della specie non è stato ancora valutato dalla Lista rossa IUCN.